# Bitwa pod Mari
Bitwa pod Mari – starcie zbrojne, które miało miejsce 24 sierpnia 1266. Do bitwy doszło podczas wyprawy emira egipskiego Kalawuna na ziemie Armenii Małej w Cylicji.
Wyprawa Kalawuna była elementem kampanii sułtana Bajbarsa przeciwko państwom łacińskim i ich sojusznikom. W 1266 ormiański król Hetum udał się do Tebrizu, aby prosić Ilchanidów o pomoc w walce z mamelukami. Podczas jego nieobecności doszło do inwazji wojsk Kalawuna.
Obroną królestwa Armenii dowodzili synowie króla Hetuma – Leon i Toros. W ich armii znaleźli się też templariusze z Baghrasu. Ormiańskie wojska zebrały się w okolicy Wrót Syryjskich, podczas gdy mamelucy skierowali się na północ. Ormianie planowali zaatakować muzułmanów na równinie cylicyjskiej. 24 sierpnia 1266 obie armie starły się pod Mari. Mamelucy mieli przewagę liczebną i szybko rozbili armię ormiańską. Książę Toros poległ w walce, a jego brat Leon dostał się do niewoli. Pozbawiona obrony Cylicja stała się łatwym łupem dla wojsk Kalawuna. Jedna z mameluckich armii zdobyła i splądrowała Sis – stolicę Armenii. Po tych wydarzeniach cylicyjskie królestwo Armenii podupadło i przestało odgrywać aktywną rolę na azjatyckiej scenie politycznej.